# Capella de Santa Magdalena (Gisclareny)
La Capella de Santa Magdalena és un edifici del nucli de Faia, a Gisclareny (Berguedà), inclòs a l'Inventari del Patrimoni Arquitectònic de Catalunya.

## Història
Es documentada des del 1288 i probablement fou bastida pels senyors de Faia. Mai passà de ser una simple capella familiar i com a tal fou reformada el 1666, aprofitant part dels materials de l'anterior edifici romànic en mal estat.
Durant l'època medieval la documentació enregistra llegats piadosos a favor de l'església per part dels senyors de Faia i dels mateixos barons de Pinós.

## Descripció
Es tracta d'una petita capella barroca formada per una sola nau rectangular coberta amb volta de canó, amb un presbiteri quadrat i un petit campanar d'espadanya sobre el mur de llevant. La coberta exterior és a dues aigües amb teula àrab i el parament, de carreus de pedra de diverses dimensions units amb morter. La porta d'accés és un arc escarser amb grans dovelles. A la zona superior trobe, un òcul que il·lumina la nau. L'interior és enguixat; conserva una imatge de la santa, aixoplugada per un retaule de guix.